# Gribelle
Gribelle est un hameau belge de l'ancienne commune de Patignies, situé dans la commune de Gedinne et la province de Namur.